# Лесьнево (Вармінсько-Мазурське воєводство)
Лесьнево (пол. Leśniewo, нім. Fürstenau) — село в Польщі, у гміні Сроково Кентшинського повіту Вармінсько-Мазурського воєводства.
Населення — 230 осіб (2011).
У 1975-1998 роках село належало до Ольштинського воєводства.

## Демографія
Демографічна структура станом на 31 березня 2011 року:
|          | Загалом | Допрацездатний вік | Працездатний вік | Постпрацездатний вік |
| -------- | ------- | ------------------ | ---------------- | -------------------- |
| Чоловіки | 116     | 16                 | 82               | 18                   |
| Жінки    | 114     | 21                 | 62               | 31                   |
| Разом    | 230     | 37                 | 144              | 49                   |